# Municipio de San Mateo Etlatongo
El municipio de San Mateo Etlatongo (del náhuatl: etl, toncli, co ‘frijol, diminutivo, lugar’‘Lugar del frijolito’) es uno de los 570 municipios que conforman al estado mexicano de Oaxaca. Pertenece al distrito de Nochixtlán, dentro de la región mixteca. Su cabecera es la localidad de San Mateo Etlatongo.

## Geografía
El municipio abarca 23.94 km² y se encuentra a una altitud promedio de 2040 m s. n. m., oscilando entre 2400 y 2000 m s. n. m.
Colinda al norte con los municipios de San Juan Sayultepec y Asunción Nochixtlán; al este con Asunción Nochixtlán y Magdalena Zahuatlán; al sur con Magdalena Zahuatlán y San Miguel Tecomatlán; y al oeste con San Francisco Chindúa y San Juan Sayultepec.

### Fisiografía
San Mateo Etlatongo se encuentra en la provincia de la Sierra Madre del Sur. El 82% de su territorio lo abarca el sistema de topoformas del valle de laderas tendidas con lomerío, dentro de la subprovincia de la mixteca alta; el 18% restante le corresponde al sistema de topoformas de la sierra de cumbres tendidas, dentro de la subprovincia de las sierras centrales de Oaxaca. El relieve que predomina es el valle o depresión.

### Hidrografía
El municipio se encuentra en la subcuenca del río Sordo, dentro de la cuenca del río Atoyac, en la región hidrológica de Costa Chica-Río Verde. Los afluentes más importantes de la demarcación son el río Yanhuitlán y el río Chachoapam.

## Clima
El clima del municipio es templado subhúmedo con lluvias en verano en el 86% de su territorio y semiseco templado en el 14% restante. El rango de temperatura media anual es de 16 a 18 grados celcius, el mínimo promedio es de 4 a 5 grados y el máximo promedio de 24 a 26 grados. El rango de precipitación media anual es de 800 a 1000 mm y los meses de lluvia son de noviembre a mayo.

## Demografía
De acuerdo al último censo, realizado por el INEGI en 2010, en el municipio habitan 1181 personas, repartidas entre 9 localidades. Del total de habitantes de San Mateo Etlatongo, 15 hablan alguna lengua indígena.

### Localidades
El municipio posee 9 localidades, de las cuales la más habitada es la cabecera municipal, San Mateo Etlatongo.
| Código INEGI | Localidad           | Población (2010) | Altitud (m s. n. m.) | Categoría    |
| ------------ | ------------------- | ---------------- | -------------------- | ------------ |
| 202500001    | San Mateo Etlatongo | 427              | 2024                 | Pueblo       |
| 202500002    | Los Ángeles         | 103              | 2031                 | Congregación |
| 202500003    | La Luz              | 254              | 2039                 | Congregación |
| 202500004    | San Antonio         | 259              | 2042                 | Congregación |
| 202500005    | El Rosario          | 24               | 2017                 | Indefinida   |
| 202500006    | Los González        | 18               | 2017                 | Indefinida   |
| 202500007    | La Colorada         | 11               | 2039                 | Indefinida   |
| 202500008    | San Isidro          | 75               | 2033                 | Indefinida   |
| 202500010    | Yusandodo           | 10               | 2054                 | Indefinida   |

## Política

### Gobierno
El municipio se rige mediante el sistema de usos y costumbres, eligiendo gobernantes cada tres años de acuerdo a un sistema establecido por las tradiciones de sus antepasados.

### Regionalización
El municipio pertenece al V Distrito Electoral Federal de Oaxaca, con sede en Asunción Nochixtlán, y al XVI distrito electoral local.